# International Christian Fellowship
Pour les articles homonymes, voir ICF.
L'International Christian Fellowship (ICF) est une association chrétienne évangélique internationale d'églises charismatiques. Son siège est une megachurch à  Zurich, en Suisse. 

## Histoire
ICF est fondée en 1990 à Zurich . En 1996, l'église commence une expansion au niveau international, dans différentes villes d'Europe et du monde,. En 2017, L'église de  Zurich est une megachurch de 3,500 personnes. En 2020, elle compterait plus de 40 églises associées dans 12 pays .
ICF compte 4 collèges bibliques affiliés, ICF College, dont un francophone à Lausanne .

## Croyances
L'association a une confession de foi charismatique .

## Musique
ICF a également produit 10 albums de style rock chrétien et donné des concerts.